# Faith Domergue
Faith Marie Domergue (Nova Orleans, Louisiana, 16 de junho de 1924 - Santa Barbara, Califórnia, 4 de abril de 1999) foi uma atriz norte-americana.

## Vida e carreira
Faith Domergue foi adotada com menos de dois meses de idade, fato que seus pais nunca lhe revelaram (mais tarde descobriu que era descendente de irlandeses e ingleses). Ainda criança mudou-se com a família para a Califórnia. Assinou com a Warner aos quinze anos de idade, estreando nas telas em ponta não creditada no drama noir Uma Canção Para Você (Blues in the Night, 1941). O produtor Howard Hughes comprou-lhe o contrato e, como era de seu feitio, deixou-a de molho até que completasse vinte e um anos. Deu-lhe, então, um papel secundário em Escravo de uma Lembrança (Young Widow, 1946). No mesmo ano, Faith começou a filmar Vendetta/Vendetta, mas o perfeccionismo de Hughes impediu que a produção não fosse lançada senão em 1950, depois de passar pelas mãos de vários diretores. Nesse meio tempo, Faith casou-se com o bandleader Teddy Stauffer e, no mesmo dia em que se divorciaram, 8 de outubro de 1947, casou-se novamente, desta vez com Hugo Fregonese, diretor argentino radicado em Hollywood. Após outro noir, Trágico Destino (Where Danger Lives, 1950), de John Farrow, estrelado por Robert Mitchum, Faith finalmente conseguiu sair da esfera de Hughes. Iniciou, então, uma errática carreira como freelancer.
Beneficiada pelo casamento com Fregonese, Faith fez vários filmes para a Universal, desde faroestes, como Onde Impera a Traição (Duel at Silver Creek, 1952), com Audie Murphy, até ficções-científicas, como o clássico O Monstro do Mar Revolto (It Came from Beneath the Sea, 1955). Na Columbia Pictures brilhou no igualmente cultuado Guerra Entre Planetas (This Island Earth, 1955). Entretanto, após divorciar-se de Fregonese em 1958, a carreira de Faith entrou em declínio, e ela passou a trabalhar em contrafações como O Planeta Pré-Histórico (Voyage to the Pre-Historic Planet, 1965), remontagem de um filme russo, comprado por Roger Corman, em que foram enxertadas cenas dela e Basil Rathbone. Filmou na Itália produções baratas, como O Homem dos Olhos de Aço (L'Omo dagli Occhi di Ghiacchio, 1971) e, por fim, caiu no horror dos filmes classe C, tendo encerrado uma carreira recheada de equívocos com A Casa dos Sete Mortos (House of Seven Corpses, 1974).
Faith também trabalhou intensamente na televisão, onde foi convidada em inúmeras séries, entre elas, Perry Mason, Bonanza, Have Gun - Will Travel e Combat!. Teve dois filhos, Diana Maria e John Anthony, ambos com Hugo Fregonese. Em 1966 casou-se pela terceira vez, agora com o agente italiano Paolo Cossa. Esta foi sua união mais duradoura, pois somente chegaria ao fim com a morte dele, em 1992. Em 1999, falecia a própria Faith, vitimada por um câncer.

## Filmografia
| Ano  | Nome original                     | Nome PT/BR               | Nome PT/PT | Notas                      |
| ---- | --------------------------------- | ------------------------ | ---------- | -------------------------- |
| 1941 | Blues in the Night                | Uma Canção Para Você     |            | Não creditada              |
| 1946 | Young Widow                       | Escravo de Uma Lembrança |            |                            |
| 1949 | Apenas Un Delincuente             | Apenas Um Delinquente    |            | Não creditada              |
| 1950 | Vendetta                          | Vendetta                 |            | Filmado entre 1946 e 1949  |
| 1950 | Where Danger Lives                | Trágico Amanhecer        |            |                            |
| 1952 | The Duel at Silver Creek          | Onde Impera a Traição    |            |                            |
| 1953 | The Great Sioux Uprising          | Hordas Selvagens         |            |                            |
| 1954 | This Is My Move                   | O Amor de Minha Vida     |            |                            |
| 1955 | Santa Fe Passage                  | Massacre Traiçoeiro      |            |                            |
| 1955 | This Island Earth                 | Guerra Entre Planetas    |            |                            |
| 1955 | It Came from Beneath the Sea      | O Monstro do Mar Revolto |            |                            |
| 1955 | Cult of the Cobra                 | Maldição da Serpente     |            |                            |
| 1955 | Timeslip                          | Cérebro Atômico          |            | EUA: ou The Atomic Man     |
| 1956 | Soho Incident                     | A Praça do Pecado        |            | EUA: ou Spin a Dark Web    |
| 1957 | Il Cielo Brucia                   |                          |            |                            |
| 1957 | Man in the Shadow                 | Reflexos da Violência    |            | EUA: ou Violent Stranger   |
| 1959 | Escort West                       | Missão Audaciosa         |            |                            |
| 1963 | California                        | Califórnia               |            |                            |
| 1965 | Voyage to the Pre-Historic Planet | O Planeta Pré-Histórico  |            |                            |
| 1967 | Track of Thunder                  | Rivais do Volante        |            |                            |
| 1969 | Una Sull'Altra                    | Uma Sobre a Outra        |            |                            |
| 1969 | L'Amore Breve                     |                          |            |                            |
| 1970 | The Gamblers                      | Os Jogadores             |            |                            |
| 1971 | L'Uomo dagli Occhi di Ghiacchio   | O Homem dos Olhos de Aço |            |                            |
| 1971 | Legacy of Blood                   | Herança de Sangue        |            | PT/BR: ou Legado de Sangue |
| 1972 | So Evil, My Sister                | Irmãs Diabólicas         |            | EUA: ou Psycho Sisters     |
| 1974 | House of Seven Corpses            | A Casa dos Sete Mortos   |            |                            |